# 모신영
모신영(毛信永, 1869년 7월 28일 ~ 1919년 3월 31일)은 대한제국 독립운동가이다.

## 생애

### 일생
평안북도 정주(定州) 출생이며 아명(兒名)은 모부미(毛富美)·모복매(毛馥梅)였다.
그는 1919년 3월 31일 평안북도 정주군 정주읍 장날을 이용하여 일으킨 대한 독립 만세 시위에 참여하였다. 결국 이날 신안(新安)·동주(東州)·고현(高峴)면민들은 읍성 동문(邑城 東門)으로, 이언(伊彦)·복달(復達)·아이포(阿耳浦)면민들은 남문으로, 임해(臨海)면민들은 서문으로 들어와서 대한 독립 만세 시위 군중이 2만 5천명이 넘는 대대적인 대한 독립 만세 시위를 전개하였다.
대한 독립 만세 시위 군중은 대한 독립 만세를 외치며 만세 시위 행진을 벌이던 중, 출동한 일본 경찰·헌병과 충돌하였다. 결국 이때 일본 헌병은 잔인하게도 선두에서 태극기를 흔들며 만세를 외치던 최석일(崔晳一)의 양팔을 잘라 죽이고, 최석일을 대신하여 태극기를 주워들고 만세를 외치던 최사걸(崔士傑)도 짐승을 죽이는데 사용하는 쇠갈구리로 배를 찌르는 만행을 자행하였다. 그러나 시위군중이 이같은 일제의 만행에도 굴하지 않고 계속 만세시위를 벌이자, 일제는 드디어 무차별 사격을 가하였다. 결국 이 때 선두에 있던 그는 흉탄에 맞아 현장에서 순국하였는데, 적자 모원봉(毛元鳳)·서자 모원규(毛元奎)와 함께 한 집안에서 3명이 순국하는 비운을 겪고 말았다.

## 사후
대한민국 정부에서는 고인의 공훈을 기리고자 1980년 8월 15일을 기하여 대통령 표창장이 추서되었으며, 1991년 3월 1일을 기하여 건국훈장 애국장이 추서되었다.